# イブラヒム・ルゴヴァ
イブラヒム・ルゴヴァ（アルバニア語: Ibrahim Rugova, セルビア語: Ибрахим Ругова, 1944年12月2日 - 2006年1月21日）は、コソボの政治家。アルバニア人主導のコソボ政府および国際連合コソボ暫定行政ミッション（UNMIK）統治下の同国大統領を務めた。

## 略歴
1989年3月、コソボ社会主義自治州の権限をセルビア議会によって奪われたアルバニア人たちは選挙をボイコットし、同年12月に文学史・美学研究者のルゴヴァをコソボ民主連盟（LDK）の党首とした。その後、アルバニア人主導のコソボ政府が樹立され、1992年に行われた大統領選挙で、ルゴヴァが大統領に選ばれたが、この政府は国際的な承認は得られなかった。
コソボ紛争において、アルバニア系住民の中にあって穏健派指導者として行動し、平和的手段による独立運動を進めた。コソボのアルバニア人からルゴヴァは、国父と呼ばれた。1999年5月5日から7月30日までイタリアに逃れた。
その後、2002年にUNMIKによって樹立された政府の大統領に選出された。2006年1月21日に肺癌のため、現職のままプリシュティナで死去した。61歳。UNMIKの統治下にあるコソボ自治州の地位をめぐって、セルビア共和国との交渉が本格化する矢先の死だった。